# Herb gminy Wymiarki
Herb gminy Wymiarki – jeden z symboli gminy Wymiarki, ustanowiony 26 kwietnia 2001.

## Wygląd i symbolika
Herb przedstawia na tarczy czwórdzielnej w krzyż w pierwszym polu dwa pasy: czerwony i biały, w drugim dwa świerki (sosny) zielone na srebrnym tle, w trzecim polu żółtym czarno-czerwonego orła dolnośląskiego, natomiast w polu czwartym, również żółtym, trzy czarne słupy.